# Матильда Австрийская
Матильда Мария Адельгунда Александра фон Габсбург-Лотарингская (нем. Matilda Maria Adelgunda Alexander von Habsburg-Lothringen; 25 января 1849, Вена — 6 июня 1867, Дворец Хетцендорф) — австрийская эрцгерцогиня из Тешенской ветви Габсбургов.

## Биография
Матильда родилась 25 января 1849 года в Вене. Была младшим ребёнком и дочерью в семье герцога Тешенского Альбрехта, эрцгерцога Австрийского и его супруги Хильдегард Баварской, дочери короля Баварии Людвига I. При рождении получила имя Матильда Мария Адельгунда Александра фон Габсбург-Лотарингская с титулом «Её Императорское и Королевское Высочество эрцгерцогиня Австрийская, принцесса Венгерская, принцесса Богемская, принцесса Тосканская». Свои имена получила в честь сестер матери: Матильды, Адельгунды и Александры, с которыми Хильдегард была в очень близких отношениях.

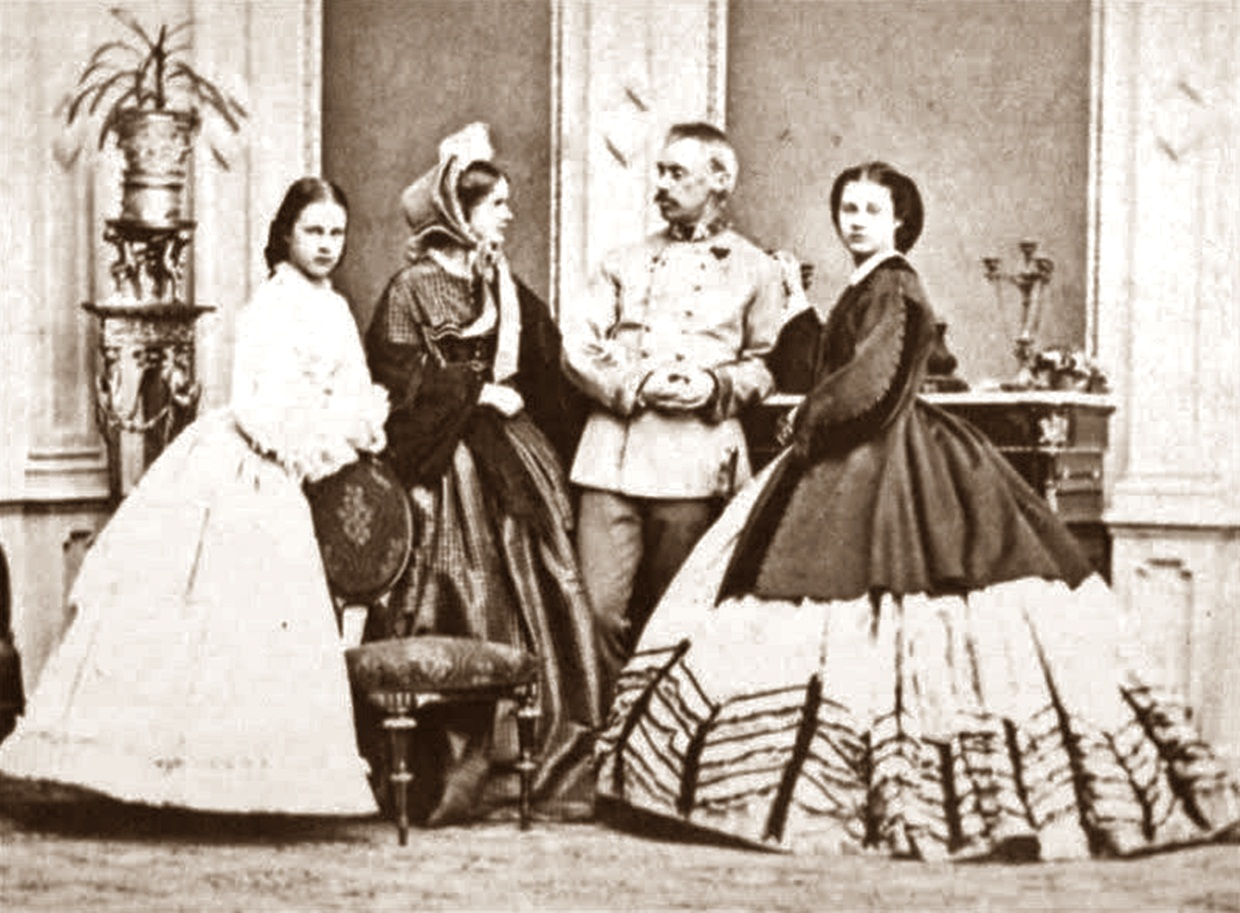
Герцог Альбрехт Тешенский с семьей

У Матильды была старшая сестра Мария Тереза и брат Карл, который умер ещё до её рождения. После рождения Матильды, Хильдегард больше не могла иметь детей. Мать умерла от воспаления легких и плеврита, когда девочке было 15 лет.
Семья Матильды была очень богатой и владела огромными территориями в Австрийской империи. Летом семья проживала в основном в Вейльбургском дворце, который построил дед Матильды, герцог Карл Людвиг для своей супруги Генриетты. Дворец очень любила мать Хильдегарда. В народе дворец получил название Engelsherz (Сердце Ангела). Зиму проводили в Вене. Семья герцога Тешенского была очень близка с семьей императора Франца Иосифа, а императрица Елизавета любила проводить время со своей кузиной Хильдегард.
При дворе Матильда имела близкие отношения с Марией Терезой, будущей королевой Баварии, которая была одного с ней возраста.
Дальний родственник Матильды, эрцгерцог Людвиг Сальватор из Тосканской ветви Габсбургов, был влюблен в неё и хотел жениться, но против их брака был австрийский двор. Матильду готовили в жены итальянскому престолонаследнику Умберто, который стал королём Объединенной Италии, с целью улучшения политических отношений между Италией и Австрией. Но брак не состоялся из-за ранней смерти Матильды. Умберто женился на принцессе из своего же дома Маргарите Савойской.
Матильда умерла в возрасте 18 лет 6 июня 1867 года. В тот вечер она надела вечернее платье из газа — легкой и прозрачной ткани, чтобы с отцом посетить театр. Перед отъездом она решила выкурить сигарету. В это время в комнату вошел отец, который запрещал дочери курить. Матильда спрятала сигарету за платье, которое тут же загорелось. Она получила ожоги второй и третьей степени и в этот же вечер скончалась. Её смерть была большим горем для отца, потерявшего жену и сына.
Матильду похоронили в Императорском склепе рядом с матерью и братом Карлом. Её сердце находится в часовне церкви Святого Августина в Вене.